# Carolyn Wright
Carolyn Wright (verheiratete Lewis; * 16. Januar 1946) ist eine ehemalige australische Hochspringerin.
1962 wurde sie bei den British Empire and Commonwealth Games in Perth Sechste, und 1969 gewann sie bei den Pacific Conference Games Silber.
Sechsmal wurde sie Australische Meisterin (1962, 1968–1971, 1973). Ihre persönliche Bestleistung von 1,73 m stellte sie am 25. Februar 1962 in Newcastle auf.
Sie ist mit dem Sprinter Greg Lewis verheiratet. Die gemeinsame Tochter Tamsyn Lewis ist als Mittelstreckenläuferin erfolgreich.